# Shane Sutherland
Shane Sutherland (Wick, 23 ottobre 1990) è un calciatore scozzese, attaccante dei Brora Rangers.

## Caratteristiche tecniche
Attaccante, può giocare anche come ala destra o come trequartista.

## Carriera
Ha giocato nella prima divisione scozzese con l'Inverness.

## Palmarès

### Club

#### Competizioni nazionali
- Scottish Championship: 1

Inverness: 2009-2010
- Scottish League Two: 1

Peterhead: 2018-201

### Individuale
- Capocannoniere della Scottish League Two: 1

2016-2017 (18 reti)